# Şeref Alemdar
Burhanettin Şeref Alemdar (ur. 10 lipca 1917) – turecki koszykarz, uczestnik Letnich Igrzysk Olimpijskich 1936.
Na igrzyskach w Berlinie reprezentował swój kraj w turnieju koszykówki. Wraz z kolegami zajął ex aequo 19. miejsce.